# Robinson 2011
Robinson 2011 var den 14:e säsongen av realitysåpan Expedition Robinson. Denna säsong utspelades i El Nido på Palawan i Filippinerna, och även i denna säsong var Paolo Roberto programledare. Fram till den 14 februari 2011 tog TV4 mot ansökningar om deltagande. Inspelningarna startade den 27 april, och avslutades den 7 juni 2011. Vinnare blev Mats Kemi.
Säsongen startade den 29 augusti 2011 och avslutades den 10 november samma år. Till skillnad från föregående säsong sändes de första fyra avsnitten samma vecka, då man i de två senaste säsongerna sänt säsongens tre sista avsnitt samma vecka. De första tre episoderna var endast 60 minuter långa, medan resterande avsnitt var 90 minuter. Från början tävlade åtta män och tolv kvinnor i tävlingen. Precis som i föregående säsong bestod säsongen av totalt 13 avsnitt. Samtliga avsnitt, utom finalen, kunde ses över hela världen på TV4 Play. Finalen kunde dock ses endast i Sverige. Ett avsnitt från säsongen fälldes av Granskningsnämnden för "Bristande information om produktplacering".

## Deltagare
Den 24 augusti 2011 offentliggjorde TV4 namnen på de tjugo deltagarna i Robinson 2011. Inga jokrar tillkom i denna säsong.
- Ann-Louise "Lisa" Krantz, 37 år, Brandstorp
- Denicé Lundevall, 30 år, Västerås
- Fanny Castelius, 26 år, Falsterbo
- Fatima Nilsson, 43 år, Helsingborg
- Fredrik Sämsgård, 37 år, Stora Höga
- Hanna Nygren , 24 år, Lund
- Hanna Sakko, 23 år, Stockholm
- Hjalmtyr Daregård, 22 år, Stockholm
- Johan Jonsson, 21 år, Ljusdal
- Louise Alvedal, 25 år, Hässleholm
- Love Jarl, 24 år, Älvsjö
- Mats Kemi, 52 år, Huddinge
- Michaela Edslätt, 20 år, Stockholm
- Ola Ahlgren, 39 år, Onsala
- Petra Ljungberg, 26 år, Stockholm
- Sana Bardi, 21 år, Sundbyberg
- Sigvald Harryson, 45 år, Malmö
- Sophie Henriksson, 24 år, Stockholm
- Vicky Chand, 29 år, Solna
- Viktoriya Lyubar, 22 år, Malmö

## Förändringar/nyheter
- I denna säsong fick lagen/laget ett straff om en deltagare hoppade av Robinson. Straffet var de flesta gånger att den senaste personen som röstats ut fick komma tillbaka till tävlingen igen.
- Om två personer fått lika många röster i örådet avgjordes det hela genom en duell.

## Tävlingen
Robinson 2011 inleddes med att de tjugo deltagarna fick anlända till ön i olika grupper. Från början tävlade åtta kvinnor, fyra i varje lag. Dessa kvinnor fick från början gå på ett cocktailparty, men blev lagindelade av Paolo Roberto och fick genomföra den första pristävlingen, innan de fick flytta till respektive lags stränder. Därefter fick fyra andra kvinnor tävla på en egen strand om att bli lagledare i lagen Kalinga respektive Bontoc. Lagledarna fick välja en av dem som inte vunnit tävlingen. De manliga deltagarna sattes från början i ett filippinskt häkte, där Love Jarl blev utvald av lagledaren i Kalinga att få tävla med dem. De sju som återstod fick dagen därpå tävla nakna i en sprinttävling, och fick bosätta sig på en egen ö utan sina kläder. Vinnaren i den tävlingen fick dock ett par badbyxor som pris. Lagledarna Denicé Lundevall (Kalinga) och Viktorya Lyubar (Bontoc), samt Hjalmtyr Daregård blev immuna mot utröstning i och med sina vinster. I det fjärde avsnittet fick killarna bli invalda i de två lagen, och således blev lagen kompletta. Därefter blev det en Robinsontävling, som vanns av Bontoc. 
I de första tre avsnitten skedde inga öråd. Före den första sammanslagningen lämnade åtta personer Robinson (i ordning: Fanny Castelius, Lisa Krantz, Sana Bardi, Petra Ljungberg, Hanna Sakko och Sophie Henriksson, Johan Jonsson och Sigvald Harryson). De sex förstnämnda lämnade Robinson av hälsoskäl och privata skäl. Sana Bardi förlorade en Robinsontävling och tvingades därmed att lämna Robinson. De två sistnämnda blev utröstade.
I det sjätte avsnittet fick de tretton kvarvarande deltagarna lämna en örådslapp med namnet på den deltagare som de ansåg sig vara mest värdig att vinna Robinson 2011. I slutet av samma avsnitt slogs lagen ihop till ett sammanslaget lag på Bontocs strand. Samtliga personer som var immuna mot utröstning blev av med den immuniteten. I det sjunde avsnittet delades laget återigen in i två lag, vilket avgjordes genom lottning av produktionsteamet. De bägge lagen Gago respektive Matal bor kvar på f.d. Bontocs strand, men är uppdelade i två läger. Efter den första sammanslagningen har ytterligare fyra personer lämnat Robinson (i ordning: Viktorya Lyubar, Michaela Edslätt, Love Jarl och Hjalmtyr Daregård.) I samband med att Viktorya Lyubar hoppade av Robinson fick Sigvald Harryson komma tillbaka till tävlingen igen. 
I den nionde episoden slogs lag Matal och Gago ihop till ett sammanslaget lag: lag Naiwan. Detta skedde i samband med en pristävling som först var lagbunden men sedan individuell. Strax efter Naiwan bildats valde deltagaren Vicky Chand att hoppa av tävlingen, vilket gjorde att deltagaren Hjalmtyr Daregård fick komma tillbaka till tävlingen igen. Deltagarna fick flytta till en ny strand, men efter en ytterligare Robinsontävling fick de flytta till ännu en ny strand.
I det elfte avsnittet öppnade Paolo Roberto den förseglade burken med de röster som avlades i det sjätte avsnittet, dvs. där de då tretton kvarvarande deltagarna fått rösta på den person de ansåg vara den mest värdiga vinnaren. De tre som fått flest röster (Mats, Louise och Hanna) blev immuna i nästkommande öråd, och var även de enda som fick tävla i pristävlingen. I Robinsontävlingen blev en av de som inte blivit utvald också immun, vilket gjorde att endast tre personer blev röstningsbara i örådet. 
I semifinalen delades de sex kvarvarande deltagarna in i par (Hanna & Fatima, Sigvald & Mats och Louise & Ola), som de skulle tävla i, i pristävlingen. Det vinnande paret, Fatima och Hanna, fick sedan tävla mot varandra i Robinsontävlingen om den första finalplatsen, vilket vanns av Hanna. Därefter blev det ett öråd som för första gången i denna säsong slutade oavgjort mellan Sigvald och Fatima (3-3). Därför blev den en duell som vanns av Sigvald. Efter örådets slut fick Hanna gå tillbaka till lägret igen, medan de fyra kvarstående (Louise, Mats, Ola och Sigvald) blev inlagda i varsin kista, som spikades igen och fördes iväg.
Dagen därpå fick de fyra i kistorna tävla om den andra finalplatsen, vilket vanns av Mats. Därefter fick ett antal personer som blivit utröstade efter andra sammanslagningen, tillsammans med de tre som ännu inte blivit finalister rösta fram den tredje finalisten. Ola fick flest röster. Sedan hölls finaltävlingen, som varade i två delmoment. I det första momentet handlade det om att vinna tid för motståndarna inför det andra momentet. Bägge momenten var hinderbanor. Slutligen vann Mats Kemi finalen, och blev därmed den fjortonde Robinsonsegraren.

## Tävlingsresultat
Tabellen nedan redovisar vilket lag eller vilken/vilka personer som vann pris- och Robinsontävlingarna, samt vem som röstades ut.
| Avsnitt | Sändningsdatum    | Tävlingar            | Tävlingar         | Utröstade/ Hemskickade         | Totalt antal örådsröster       | Slutplacering                  | Tittarsiffror |
| Avsnitt | Sändningsdatum    | Pris- tävling        | Robinson- tävling | Utröstade/ Hemskickade         | Totalt antal örådsröster       | Slutplacering                  | Tittarsiffror |
| ------- | ----------------- | -------------------- | ----------------- | ------------------------------ | ------------------------------ | ------------------------------ | ------------- |
| 1       | 29 augusti 2011   | Kalinga              | Denicé [Petra]    | Inget öråd skedde i avsnittet. | Inget öråd skedde i avsnittet. | Inget öråd skedde i avsnittet. | 1 212 000     |
| 2       | 30 augusti 2011   | Viktoriya [Lisa]     | Kalinga           | Fanny                          | Inget öråd skedde i avsnittet. | Avbröt sin medverkan Dag 5     | 964 000       |
| 2       | 30 augusti 2011   | Viktoriya [Lisa]     | Kalinga           | Lisa                           | Inget öråd skedde i avsnittet. | Hoppade av tävlingen Dag 5     | 964 000       |
| 3       | 31 augusti 2011   | Hjalmtyr             | Kalinga           | Inget öråd skedde i avsnittet. | Inget öråd skedde i avsnittet. | Inget öråd skedde i avsnittet. | 933 000       |
| 4       | 1 september 2011  | Michaela             | Bontoc            | Sana                           | Örådet visades i avsnitt 5.    | Förlorade tävling Dag 9        | 926 000       |
| 4       | 1 september 2011  | Denicé               | Bontoc            | Petra                          | Örådet visades i avsnitt 5.    | Avbröt sin medverkan Dag 12    | 926 000       |
| 5       | 8 september 2011  | Bontoc               | Bontoc            | Hanna                          |                                | Hoppade av tävlingen Dag 14    | 907 000       |
| 5       | 8 september 2011  | Bontoc               | Bontoc            | Sophie                         |                                | Hoppade av tävlingen Dag 14    | 907 000       |
| 5       | 8 september 2011  | Bontoc               | Bontoc            | Johan                          | 6−1                            | Första utröstade Dag 17        | 907 000       |
| 6       | 15 september 2011 | Bontoc               | Kalinga           | Sigvald                        | 4−3                            | Andra utröstade Dag 20         | 790 000       |
| 7       | 22 september 2011 | Matal                | Gago              | Viktorya                       |                                | Hoppade av tävlingen Dag 21    | 754 000       |
| 7       | 22 september 2011 | Matal                | Gago              | Michaela                       | 5−1                            | Tredje utröstade Dag 23        | 754 000       |
| 8       | 6 oktober 2011    | Ingen vinnare utsågs | Matal             | Love                           |                                | Hoppade av tävlingen Dag 24    | 824 000       |
| 8       | 6 oktober 2011    | Ingen vinnare utsågs | Matal             | Hjalmtyr                       | 5−1                            | Fjärde utröstade Dag 26        | 824 000       |
| 9       | 13 oktober 2011   | Matal                | Hanna             | Vicky [Hjalmtyr in]            |                                | Hoppade av tävlingen Dag 28    | 851 000       |
| 9       | 13 oktober 2011   | Sigvald              | Hanna             | Örådet visades i avsnitt 10.   | Örådet visades i avsnitt 10.   | Örådet visades i avsnitt 10.   | 851 000       |
| 10      | 20 oktober 2011   | Denicé               | Sigvald           | Hjalmtyr                       | 8−1                            | Femte utröstade Dag 29         | 813 000       |
| 10      | 20 oktober 2011   | Denicé               | Sigvald           | Örådet visades i avsnitt 11.   |                                |                                | 813 000       |
| 11      | 27 oktober 2011   | Mats [Fredrik]       | Sigvald           | Denicé                         | 5−2−1                          | Sjätte utröstade Dag 33        | 777 000       |
| 11      | 27 oktober 2011   | Mats [Fredrik]       | Sigvald           | Fredrik                        | 4−3                            | Åttonde utröstade Dag 36       | 777 000       |
| 12      | 3 november 2011   | Fatima & Hanna       | Hanna             | Fatima                         | 3−3                            | Nionde utröstade Dag 39        | 743 000       |
| 13      | 10 november 2011  | Mats                 | Mats              | Ingen utröstad/hemskickad      | Ingen utröstad/hemskickad      | Ingen utröstad/hemskickad      | 921 000       |
| 13      | 10 november 2011  | Jury- röstning       | Jury- röstning    | Louise & Sigvald               | 5-2-0                          | Tionde utröstade Dag 41        | 921 000       |
| 13      | 10 november 2011  | Tävling              | Tävling           | Hanna & Ola                    |                                | Tvåa Dag 42                    | 921 000       |
| 13      | 10 november 2011  | Tävling              | Tävling           | Mats                           | Robinson 2011 Dag 42           |                                | 921 000       |

### Örådsresultat
Tabellen nedan redovisar vem som lade sin röst på respektive person i öråden. 
 I de första tre avsnitten blev det aldrig några öråd.
| Stadium: | Stadium:          | Lagen före första sammanslagningen | Lagen före första sammanslagningen | Lagen före första sammanslagningen | Lagen före första sammanslagningen | Lagen före första sammanslagningen | Lagen före första sammanslagningen | Lagen före första sammanslagningen | Lagen efter 1:a sammansl. | Lagen efter 1:a sammansl. | Lagen efter 2:a sammansl. | Lagen efter 2:a sammansl. | Lagen efter 2:a sammansl. | Lagen efter 2:a sammansl. | Lagen efter 2:a sammansl. | Lagen efter 2:a sammansl. |
| Datum:   | Datum:            | 29/8                               | 30/8                               | 31/8                               | 1/9                                | 8/9                                | 8/9                                | 15/9                               | 22/9                      | 6/10                      | 13/10                     | 20/10                     | 27/10                     | 27/10                     | 3/11                      | 10/11                     |
| Plats    | Tävlande          | Resultat                           | Resultat                           | Resultat                           | Resultat                           | Resultat                           | Resultat                           | Resultat                           | Resultat                  | Resultat                  | Resultat                  | Resultat                  | Resultat                  | Resultat                  | Resultat                  | Resultat                  |
| 1        | Mats Kemi         |                                    |                                    |                                    |                                    |                                    |                                    | Viktoriya                          | Michaela                  |                           |                           | Hjalmtyr                  | Denicé                    | Fatima                    | Fatima                    |                           |
| 2        | Hanna Nygren      |                                    |                                    |                                    |                                    |                                    |                                    | Sigvald                            |                           | Hjalmtyr                  |                           | Hjalmtyr                  | Denicé                    | Fredrik                   | Sigvald                   |                           |
| 2        | Ola Ahlgren       |                                    |                                    |                                    |                                    |                                    |                                    | Viktoriya                          |                           | Hjalmtyr                  |                           | Hjalmtyr                  | Denicé                    | Fatima                    | Fatima                    | Louise                    |
| 4        | Louise Alvedal    |                                    |                                    |                                    |                                    |                                    |                                    | Sigvald                            |                           | Hjalmtyr                  |                           | Hjalmtyr                  | Ola                       | Fredrik                   | Sigvald                   | Ola                       |
| 4        | Sigvald Harryson  |                                    |                                    |                                    |                                    |                                    |                                    | Viktorya                           | Michaela                  |                           |                           | Hjalmtyr                  | Denicé                    | Fredrik                   | Fatima                    | Louise                    |
| 6        | Fatima Nilsson    |                                    |                                    |                                    |                                    | Michaela                           | Johan                              |                                    |                           | Hjalmtyr                  |                           | Hjalmtyr                  | Fredrik                   | Fredrik                   | Sigvald                   | Ola                       |
| 7        | Fredrik Sämsgård  |                                    |                                    |                                    |                                    | Michaela                           | Johan                              |                                    |                           | Hjalmtyr                  |                           | Hjalmtyr                  | Denicé                    | Fatima                    |                           | Ola                       |
| 8        | Denicé Lundevall  |                                    |                                    |                                    |                                    | Michaela                           | Johan                              |                                    | Michaela                  |                           |                           | Hjalmtyr                  | Fredrik                   |                           |                           | Ola                       |
| 9        | Hjalmtyr Daregård |                                    |                                    |                                    |                                    |                                    |                                    | Sigvald                            |                           | Louise                    |                           | Mats                      |                           |                           |                           | Ola                       |
| 10       | Vicky Chand       |                                    |                                    |                                    |                                    | Michaela                           | Johan                              |                                    | Michaela                  |                           |                           |                           |                           |                           |                           |                           |
| 11       | Love Jarl         |                                    |                                    |                                    |                                    | Michaela                           | Johan                              |                                    | Michaela                  |                           |                           |                           |                           |                           |                           |                           |
| 12       | Michaela Edslätt  |                                    |                                    |                                    |                                    | Fatima                             | Johan                              |                                    | Sigvald                   |                           |                           |                           |                           |                           |                           |                           |
| 13       | Viktoriya Lyubar  |                                    |                                    |                                    |                                    |                                    |                                    | Sigvald                            |                           |                           |                           |                           |                           |                           |                           |                           |
| 14       | Johan Jonsson     |                                    |                                    |                                    |                                    | Michaela                           | Michaela                           |                                    |                           |                           |                           |                           |                           |                           |                           |                           |
| 15       | Hanna Sakko       |                                    |                                    |                                    |                                    |                                    |                                    |                                    |                           |                           |                           |                           |                           |                           |                           |                           |
| 15       | Sophie Henriksson |                                    |                                    |                                    |                                    |                                    |                                    |                                    |                           |                           |                           |                           |                           |                           |                           |                           |
| 17       | Petra Ljungberg   |                                    |                                    |                                    |                                    |                                    |                                    |                                    |                           |                           |                           |                           |                           |                           |                           |                           |
| 18       | Sana Bardi        |                                    |                                    |                                    |                                    |                                    |                                    |                                    |                           |                           |                           |                           |                           |                           |                           |                           |
| 19       | Lisa Krantz       |                                    |                                    |                                    |                                    |                                    |                                    |                                    |                           |                           |                           |                           |                           |                           |                           |                           |
| 20       | Fanny Castelius   |                                    |                                    |                                    |                                    |                                    |                                    |                                    |                           |                           |                           |                           |                           |                           |                           |                           |

| Kvinnor | Män | Hoppade av tävlingen | Röstade | Röstade inte | Den utslagnes röst | Medverkade ej i tävlingen |

## Laguppställningar

### Lagen före första sammanslagningen
I den första episoden bestod lagen endast av kvinnor, och lagen delades från början in av Paolo Roberto. Deltagarna står listade i alfabetisk ordning i respektive lag. 
 Lagmedlemmar som röstats ut står markerade i rött i den ordning som de röstats ut i och/eller lämnat tävlingen i. Grönmarkerade personer har gått från ett lag till ett annat lag.
| Nr | Lag Kalinga       |
| 1  | Denicé Lundevall  |
| 2  | Fatima Nilsson    |
| 3  | Fredrik Sämsgård  |
| 4  | Love Jarl         |
| 5  | Michaela Edslätt  |
| 6  | Vicky Chand       |
| 7  | Johan Jonsson     |
| 8  | Hanna Sakko       |
| 9  | Sophie Henriksson |
| 10 | Petra Ljungberg   |

| Nr | Lag Bontoc               |
| 1  | Hanna Nygren             |
| 2  | Hjalmtyr Daregård        |
| 3  | Louise Alvedal           |
| 4  | Mats Kemi                |
| 5  | Ola Ahlgren              |
| 6  | Viktorya Lyubar          |
| 7  | Sigvald Harrysson        |
| 8  | Sana Bardi               |
| 9  | Ann-Louise "Lisa" Krantz |
| 10 | Fanny Castelius          |

| Nr | Männen            |
| 1  | Fredrik Sämsgård  |
| 2  | Hjalmtyr Daregård |
| 3  | Johan Jonsson     |
| 4  | Love Jarl         |
| 5  | Mats Kemi         |
| 6  | Michaela Edslätt  |
| 7  | Ola Ahlgren       |
| 8  | Sigvald Harrysson |
| 9  | Vicky Chand       |

### Lagen efter första sammanslagningen
I den sjunde episoden slogs lagen ihop till ett lag, men samtidigt delades deltagarna upp i två nya lag: Matal och Gago. 
 Lagmedlemmar som röstats ut står markerade i rött i den ordning som de röstats ut i och/eller lämnat tävlingen i. Grönmarkerade personer har gått från ett lag till ett annat lag.
| Nr | Innan uppdelning  |
| 1  | Denicé Lundevall  |
| 2  | Fatima Nilsson    |
| 3  | Fredrik Sämsgård  |
| 4  | Hanna Nygren      |
| 5  | Hjalmtyr Daregård |
| 6  | Louise Alvedal    |
| 7  | Love Jarl         |
| 8  | Mats Kemi         |
| 9  | Michaela Edslätt  |
| 10 | Ola Ahlgren       |
| 11 | Vicky Chand       |
| 12 | Viktorya Lyubar   |

| Nr | Lag Matal         |
| 1  | Denicé Lundevall  |
| 2  | Mats Kemi         |
| 3  | Sigvald Harrysson |
| 4  | Vicky Chand       |
| 5  | Love Jarl         |
| 6  | Michaela Edslätt  |

| Nr | Lag Gago          |
| 1  | Fatima Nilsson    |
| 2  | Fredrik Sämsgård  |
| 3  | Hanna Nygren      |
| 4  | Louise Alvedal    |
| 5  | Ola Ahlgren       |
| 6  | Hjalmtyr Daregård |

### Lagen efter andra sammanslagningen
I den nionde episoden skedde en andra sammanslagning, då Matal och Gago blev lag Naiwan. 
 Lagmedlemmar som röstats ut står markerade i rött i den ordning som de röstats ut i och/eller lämnat tävlingen i.
| Nr | Lag Naiwan        |
| 1  | Mats Kemi         |
| 2  | Hanna Nygren      |
| 2  | Ola Ahlgren       |
| 4  | Louise Alvedal    |
| 4  | Sigvald Harrysson |
| 6  | Fatima Nilsson    |
| 7  | Fredrik Sämsgård  |
| 8  | Denicé Lundevall  |
| 9  | Hjalmtyr Daregård |
| 10 | Vicky Chand       |